# De Kleine Komedie
De Kleine Komedie is een theater in Amsterdam gelegen aan de Amstel en werd gebouwd in 1786. Het is het oudste theater van Amsterdam en biedt plaats aan 503 toeschouwers. Het theater dat zich richt op kleinkunst is sinds de jaren '80 uitgegroeid tot 'de cabarettempel van Nederland'. 

## Geschiedenis
Begonnen als "Theatre Français sur l'Erwtemarkt", waar Napoleon en Koning Willem I tot de regelmatige bezoekers behoorden, werd het gebouw later omgezet in een "Neues Deutsches Theater". Vanaf 1856 was in het gebouw de Schotse Zendingskerk gevestigd, tot 1864 onder leiding van de charismatische predikant August Ferdinand Carl Schwartz, de vader van de schrijver Maarten Maartens. Tussen 1880 en 1883 huurde de net begonnen Vrije Universiteit enkele zaaltjes van de Schotse Zendingskerk en gebruikte die als collegezaal.
Na een tijdlang onder de naam Salvatori tussen 1908 en ±1935 te zijn gebruikt als vergaderzaal en voor bijeenkomsten van rechtse protestanten en linkse vrijdenkers, werd het in de oorlogsjaren alleen gebruikt als fietsenstalling.
In 1947 opende het echtpaar Perin-Bouwmeester het theater opnieuw onder de naam "De Kleine Komedie" en vierde triomfen met de klucht "Potasch en Perlemoer" met Johan Kaart en Johan Boskamp en met optredens van Fons Jansen. Later traden Wim Kan, Toon Hermans en anderen hier op met groot succes. In 1973 komt hieraan abrupt een einde als het gebouw door de brandweer wordt afgekeurd. Het pand staat daarna leeg.
In 1978 wordt het theater met particuliere gelden gerenoveerd en heropend. Het kan zich ontwikkelen tot een belangrijk podium voor vrije en gesubsidieerde producties. Daarvoor zijn de subsidies van de Gemeente Amsterdam, zij het bescheiden, van groot belang. Als die in 1988 sneuvelen in de bezuinigingen, dreigt het doek wederom te vallen.

## Cabarettempel

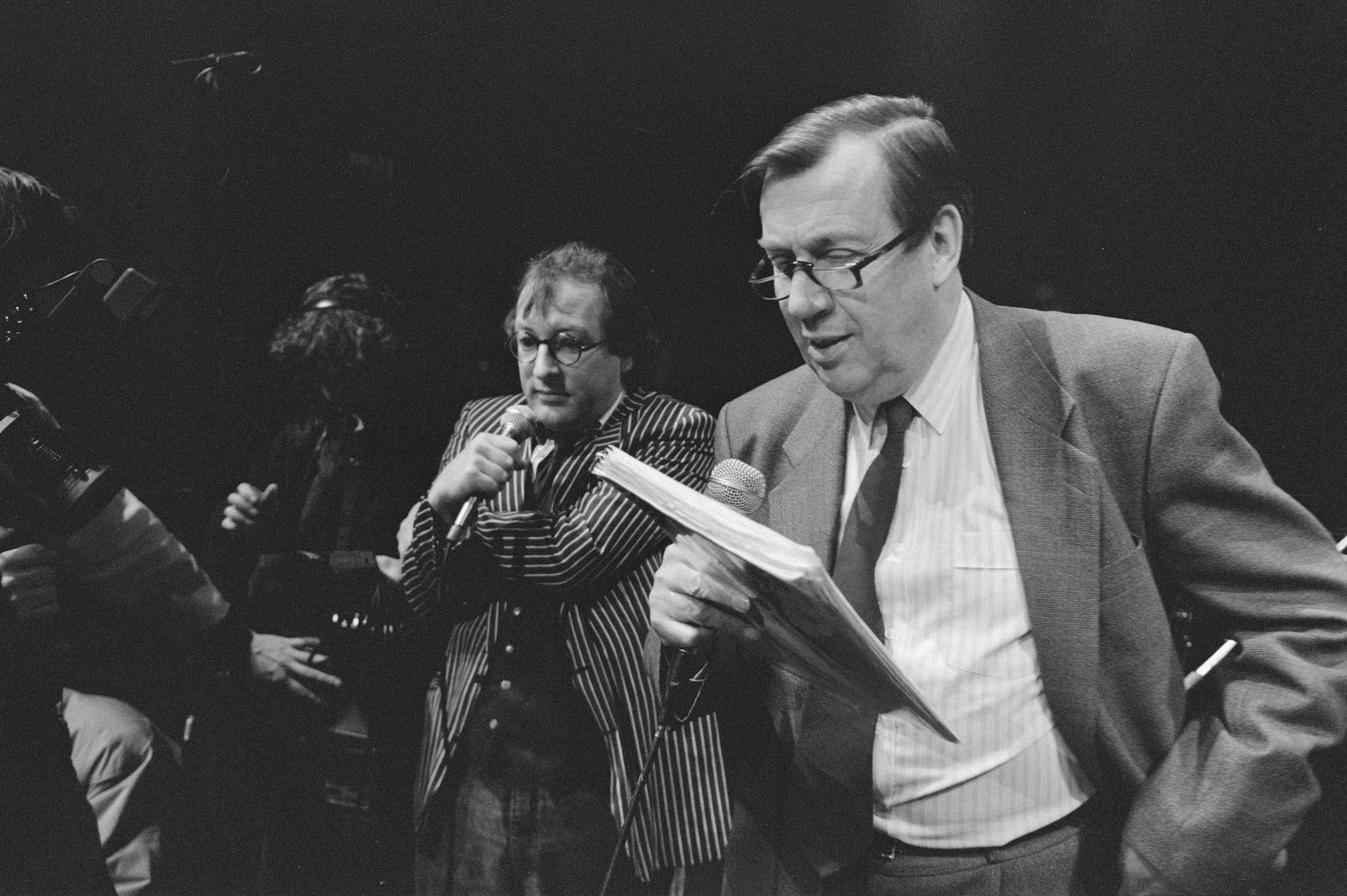
1988: Youp van 't Hek (links) protesteert tegen de dreigende sluiting van De Kleine Komedie. Hier is hij in discussie met raadslid Cnoop Koopmans

Het is toch vooral het optreden van Youp van 't Hek dat zorgt voor een bijzondere golf aan publiciteit rond die mogelijke sluiting. Het theater wordt bij het grote publiek bekend en dankzij de publiciteit en andere acties wordt sluiting voorkomen. Joost Nuissl treedt aan als directeur en onder hem groeit het theater uit tot "de cabarettempel van Nederland". Nuissl heeft een fijne neus voor talent en weet het kaf goed van het koren te scheiden. Daarbij schrikt hij er niet voor terug om debuterende artiesten een podium te bieden en tegelijk te voorzien van goede adviezen.
In de Komedie maakt het publiek kennis met onder andere Youp van 't Hek, Brigitte Kaandorp, Lebbis en Jansen, Theo Maassen, Hans Teeuwen, Sanne Wallis de Vries, NUHR en Kees Torn. Maar ook is er ruimte voor bijzondere optredens als Leo Bassi en de eindejaarspresentatie van de Amsterdamse Toneelschool & Kleinkunstacademie. Tegenwoordig staan grote cabaretiers tijdens hun tournees meerdere dagen in De Kleine Komedie en worden vele tv- en dvd-registraties daar opgenomen.
In 2006 stelt Nuissl, dan 61, zijn functie ter beschikking. Eerder had hij aangegeven tot zijn 62e door te willen gaan, maar het theater staat voor een aantal ingrijpende beleidsbeslissingen. Nuissl vindt het niet juist om die beslissingen te nemen en dan te vertrekken. In september van dat jaar, dus aan het begin van seizoen 2006/2007, wordt Vivienne Ypma door de Raad van Toezicht van de Stichting Kleine Komedie aangesteld als directeur. Ypma was eerder directeur van de Theater Fabriek en daarvoor manager van Paul de Leeuw. In 2022 neemt Jörgen Tjon A Fong, die werkzaam was als regisseur bij zijn eigen gezelschap Urban Myth, het stokje van haar over.

## Zilveren Raampje
Sinds 2018 kent De Kleine Komedie de Zilveren Raampjes toe voor uitzonderlijke theater prestaties.  De prijs bestaat uit een zilveren broche in de vorm van het beeldmerk van het theater.
- maart 2018 NUHR ter gelegenheid van hun dertig jarig bestaan.
- mei 2018 Diederik van Vleuten voor zijn vierluik van soloprogramma's waarin hij zijn (veelal Indische) familiegeschiedenis plaatst in het kader van de wereldgeschiedenis.